# Lawksawk
Lawksawk é uma cidade e município do estado de Xã, no Mianmar (Birmânia).